# Laranda castanea
Laranda castanea är en insektsart som beskrevs av Desutter-grandcolas 1994. Laranda castanea ingår i släktet Laranda och familjen syrsor. Inga underarter finns listade i Catalogue of Life.